# Johann Gottfried Walther
Johann Gottfried Walther (* 18. September 1684 in Erfurt; † 23. März 1748 in Weimar) war ein deutscher Organist, Kapellmeister, Komponist und Musikwissenschaftler.

## Leben
Seine Ausbildung erhielt Walther in Erfurt u. a. bei Johann Bernhard Bach, aber auch bei verschiedenen weniger bedeutenden Kantoren und Organisten. Den Unterricht bei Johann Heinrich Buttstedt beschrieb er später als unangenehm und wenig nützlich.
Walther wurde 1702 Organist an der Erfurter Thomaskirche. 1704 lernte er Andreas Werckmeister in Halberstadt kennen. 1707, mit nur 23 Jahren, wurde er zum Organisten der Stadtkirche St. Peter und Paul in Weimar gewählt, wo er Freundschaft mit Johann Sebastian Bach schloss. Walther und Bach waren Vettern: Walthers Mutter Martha Dorothea Lemmerhirt war eine Halbschwester von Bachs Mutter. Kurz darauf wurde Walther zum Musiklehrer des Prinzen Johann Ernst, Sohn des Herzogs Johann Ernst III. von Sachsen-Weimar, und dessen Stiefschwester ernannt, was ihm hohes Ansehen verschaffte.
Sein Sohn Johann Christoph Walther (1715–1771) wurde 1751 Organist am Ulmer Münster.

## Werk
Sowohl die süd- als auch die norddeutsche Orgelmusik beeinflussten Walthers Werk, zudem war für ihn die Bekanntschaft mit den Concerti italienischer Meister wegweisend. Seine Bearbeitungen solcher Werke für Tasteninstrumente wurden zum Vorbild der Transkriptionen Bachs von Kompositionen Vivaldis. Walthers Vorlagen stammten von Tomaso Albinoni (op. 2/8 und 2/10), Giorgio Gentili, Giovanni Lorenzo Gregori (op. 2/6), Luigi Mancia, Joseph Meck, Giulio Taglietti, Georg  Philipp Telemann, Giuseppe Torelli (op. 8/7 und 8/8) und nach Klaus Beckmann auch von François Collin de Blamont.
Den größten Teil seiner Orgelwerke bilden Choralvorspiele, entweder einsätzig oder zyklisch mehrere Strophen behandelnd, so dass sie die Suitenform aufweisen. Sie sind vermutlich größtenteils für den Dienst in Weimar geschrieben, wie man aus der dem Instrument in Weimar entsprechenden wenig ambitionierten Behandlung des Pedals schließt.
Von Walthers Hand sind zahlreiche Abschriften überliefert, die wie seine eigenen Werke gelegentlich reichhaltige Verzierungen im französischen Stil aufweisen.
Außerdem schrieb er eine große Anzahl von Chorwerken; über die verlorengegangenen informieren z. T. Notizen und Briefe des Komponisten.
Walthers 1732 in Leipzig erschienenes Musicalisches Lexicon ist das erste in deutscher Sprache und überhaupt das erste enzyklopädische Musiklexikon, das Begriffe, Personenartikel und Schrifttum zusammenfasst. (Ein Kurtzgefaßtes musicalisches Lexicon erschien 1737 in Chemnitz; bei dem anonymen Verfasser handelt es sich um Johann Christoph Barnickel.)

## Veröffentlichungen
- Praecepta der musicalischen Composition. Weimar 1708.
  - Neu hrsg. von Peter Benary in: Jenaer Beiträge zur Musikforschung. Band 2, Breitkopf & Härtel, Leipzig 1955.
- Musicalisches Lexicon Oder Musicalische Bibliothec ... Wolffgang Deer, Leipzig 1732 (Online bei Wikimedia Commons, PDF, 45 MB).
  - Faksimile-Nachdruck, hrsg. von Richard Schaal, Bärenreiter-Verlag, Kassel 1953 unter dem Titel Musikalisches Lexikon oder musikalische Bibliothek 1732 (= Documenta musicologica, Erste Reihe: Druckschriften-Faksimiles, III); Studienausgabe im  Neusatz, hrsg. von Friederike Ramm, Bärenreiter, Kassel 2001, ISBN 3-7618-1509-3.